# Spoorkoekoeken
Centropus of spoorkoekoeken is een geslacht van vogels uit de familie koekoeken (Cuculidae). De wetenschappelijke naam Centropus is ontleend aan het Oudgrieks, κέντρον, kentron (sporen) en πούς, pous (voet). Dit slaat op de lange achterteen van de meeste soorten.

## Kenmerken
Spoorkoekoeken zijn grote, forse grondbewonende vogels met een krachtige snavel, korte afgeronde vleugels en een lange, brede staart. 

## Leefwijze
Spoorkoekoeken zijn geen broedparasieten. Ze bouwen zelf een nest en broeden hun eigen eieren uit. Ze hebben wel een andere eigenaardigheid wat betreft de voortplanting. Bij bijna alle soorten investeert het kleinere mannetje het meest in de zorg bij het broeden en grootbrengen van de jongen. Ten minste één soort, Centropus grillii (Zwarte spoorkoekoek), is polyandrisch.

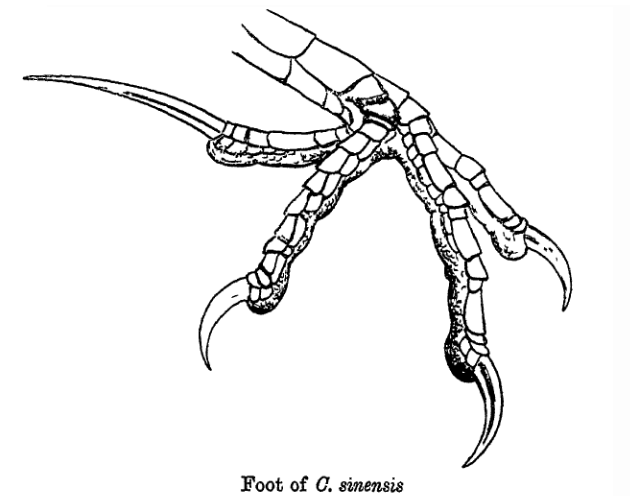
Poot van een spoorkoekoek met lange achterteen

## Soorten
Het geslacht telt 29 soorten.
- Centropus andamanensis  – Andamanenspoorkoekoek
- Centropus anselli  – Gabonspoorkoekoek
- Centropus ateralbus  – Bismarckspoorkoekoek
- Centropus bengalensis  – Bengaalse spoorkoekoek
- Centropus bernsteini  – Bernsteins spoorkoekoek
- Centropus burchellii  – Burchells spoorkoekoek
- Centropus celebensis  – Sulawesispoorkoekoek
- Centropus chalybeus  – Biakspoorkoekoek
- Centropus chlororhynchos  – Ceylonspoorkoekoek
- Centropus cupreicaudus  – Koperstaartspoorkoekoek
- Centropus goliath  – Goliathspoorkoekoek
- Centropus grillii  – Zwarte spoorkoekoek
- Centropus leucogaster  – Witbuikspoorkoekoek
- Centropus melanops  – Zwartwangspoorkoekoek
- Centropus menbeki  – Groene spoorkoekoek
- Centropus milo  – Salomonsspoorkoekoek
- Centropus monachus  – Monniksspoorkoekoek
- Centropus nigrorufus  – Javaanse spoorkoekoek
- Centropus phasianinus  – Fazantspoorkoekoek
- Centropus rectunguis  – Kortteenspoorkoekoek
- Centropus senegalensis  – Senegalese spoorkoekoek
- Centropus sinensis  – Chinese spoorkoekoek
- Centropus spilopterus  – Kaispoorkoekoek
- Centropus steerii  – Mindorospoorkoekoek
- Centropus superciliosus  – Wenkbrauwspoorkoekoek
- Centropus toulou  – Toeloespoorkoekoek
- Centropus unirufus  – Rosse spoorkoekoek
- Centropus violaceus  – Violette spoorkoekoek
- Centropus viridis  – Filipijnse spoorkoekoek